# Horlivka
Horlivka (ˈhɔːrljuːkə/ HOR-lew-kə eller Gorlovka (russisk: Горловка} ˈɡorləfkə), er en by af regional betydning i Donetsk oblast (provins) i det østlige Ukraine. I 2001 havde byen 292.000 indbyggere, og det blev anslået at der boede 241.106 i 2021. Den økonomiske aktivitet er overvejende kulminedrift og kemisk industri. Horlivka statslige pædagogiske institut for fremmedsprog har et campus i to bygninger i byens centrum.
Byen blev alvorligt beskadiget under Krigen i Donbass og har siden da hovedsageligt været under kontrol af prorussiske styrker. Forstæder til Horlivka forblev under Ukraines hærs kontrol.